# Семилово (Нижегородская область)
Семилово — село в городском округе город Выкса Нижегородской области России. Входит в состав Новодмитриевского сельсовета.

## История
До образования Нижегородского наместничества в 1779 году Семилово входило в состав Касимовского уезда. В 1902 году построена деревянная церковь Николая Чудотворца, приписанная к приходу Преображенской церкви села Сноведь. В советский период церковь была полностью утрачена.
Пострадало от лесного пожара 25 июля 2010 года. Сгорело 25 домов, двое человек погибло.

## Население
| 1999 | 2002 | 2010 |
| ---- | ---- | ---- |
| 157  | ↘130 | ↘23  |